# Ian Thomas-Moore
Ian Thomas-Moore (né le 26 août 1976 à Birkenhead dans le Merseyside), est un joueur de football anglais qui évoluait au poste d'attaquant et de milieu de terrain.
Son père, Ronnie Moore, était également footballeur.

## Biographie

### Carrière en club
Ian Thomas-Moore joue principalement en faveur des clubs de Tranmere Rovers, Stockport County, Burnley, et Leeds United.
Il joue six matchs en première division anglaise (cinq avec Nottingham Forest et un avec West Ham United).

## Palmarès
Nottingham Forest
- Championnat d'Angleterre D2 (1) :
  - Champion : 1997-98.